# Odontonia
× Odontonia, (abreviado Odtna.) en el comercio, es un híbrido intergenérico que se produce entre los géneros de orquídeas Miltonia y Odontoglossum (Milt. × Odm.).